# Botta e risposta (programma radiofonico)
Botta e risposta è stato un programma radiofonico andato in onda dal 1944 al 1956, considerato il primo quiz della radio italiana.

## Storia
Dopo l'arrivo degli Alleati a Firenze all'inizio dell'estate 1944, la stazione radio locale fu di fatto staccata dall'EIAR e divenne "Radio Firenze Libera"; così Silvio Gigli dovette inventare un intero palinsesto da trasmettere da Firenze.
La prima trasmissione andò in onda il 14 novembre 1944 dalla sala A della sede di Radio Firenze.
Fra i programmi ideati dal conduttore senese c'era appunto Botta e risposta, in cui Gigli poneva a persone scelte fra il pubblico domande di cultura generale o sul mondo delle canzoni e del teatro. I premi, di modico valore, erano i prodotti delle ditte che finanziavano lo spettacolo: lamette da barba, liquori, dolciumi.
La trasmissione ispirò anche il film Botta e risposta di Mario Soldati del 1950.